# بيتر كلارك (موسيقي)
بيتر كلارك (بالإنجليزية: Angus Clark)‏ هو موسيقي أمريكي، ولد في 1960.

## وصلات خارجية
- بيتر كلارك على موقع ميوزك برينز (الإنجليزية)
- بيتر كلارك على موقع أول ميوزيك (الإنجليزية)
- بيتر كلارك على موقع ديسكوغز (الإنجليزية)